# 图像配准
图像配准与相关是图像处理研究领域中的一个典型问题和技术难点，其目的在于比较或融合针对同一对象在不同条件下获取的图像，例如图像会来自不同的采集设备，取自不同的时间，不同的拍摄视角等等，有时也需要用到针对不同对象的图像配准问题。具体地说，对于一组图像数据集中的两幅图像，通过寻找一种空间变换把一幅图像映射到另一幅图像，使得两图中对应于空间同一位置的点一一对应起来，从而达到信息融合的目的。
该技术在计算机视觉、医学图像处理以及材料力学等领域都具有广泛的应用。根据具体应用的不同，有的侧重于通过变换结果融合两幅图像，有的侧重于研究变换本身以获得对象的一些力学属性。20世纪以来医学成像技术经历了从静态到动态，从形态到功能，从平面到立体的飞速发展。将各种图像结合起来，在同一图像上显示各自的信息，为临床医学诊断提供多数据多信息的图像，这成为极具应用价值的技术，而准确高效的图像配准则又是关键和难点。

## 原理及概念
假设给定两幅图像{\displaystyle I_{F}(\mathbf {x} )}和{\displaystyle I_{M}(\mathbf {x} )}，其中{\displaystyle \mathbf {x} }是两幅图像空间{\displaystyle \Omega _{F}}和{\displaystyle \Omega _{M}}中的某一点。图像配准算法的目标是找到一种变换{\displaystyle \mathbf {\mathit {T}} :\Omega _{F}\to \Omega _{M}}使得变换某一图后两幅图像的相似程度：{\displaystyle {\mathcal {C}}(\mathbf {\mathit {T}} ;I_{F},I_{M})}达到最大。相似性测度{\displaystyle {\mathcal {C}}}是一个跟变换有关并借助两幅图像数据计算出的用来衡量相似程度的函数，比如它可以是图像灰度值的误差平方和：{\displaystyle \int _{\Omega _{F}}[I_{F}(\mathbf {x} )-I_{M}(\mathbf {\mathit {T}} (\mathbf {x} ))]^{2}d\mathbf {x} }。最后通过一种数学优化算法找到该函数的最优解，即变换。

## 配准方法的分类
根据准则不同，配准方法可以有以下的分类方式：
- 根据空间维数
若仅考虑空间维数，可以划分为2D/2D, 2D/3D, 3D/3D。若考虑时间序列因素，还存在对在不同时刻提取的两幅图像进行配准的问题。

- 根据算法所基于的特征及相似性测度
  - 基于内部特征
内部特征指的是从图像内部本身提取的信息：
    - 基于特征点：在几何上有特别意义的可以定位的特征点集（比如不连续点，图形的转折点，线交叉点等），在医学图像上更可以是具有解剖意义的点。
    - 基于表面：用分割的方法提取出感兴趣的部分的轮廓（曲线或曲面），以作为用来比较的特征空间[4][5]。
    - 基于像素值：利用整幅图像的像素或体素（Intensity-Based）来构成特征空间。根据像素值的统计信息来计算相似性测度又可划分为最小二乘法，傅里叶法，互相关法，互信息法等等。

  - 基于外部特征
在医学图像中，通过在患者身上固定标记物或向体内注入显影物质以获得在图像上的确定的标记点，称为外部特征点。

- 根据变换性质
对图像进行空间变换可以分为刚体变换（rigid）和非刚体变换（non-rigid,deformable）。通常有刚体变换，仿射变换，投影变换和曲线变换。

- 根据优化算法
当比较特征采用特征点集的形式时，可以通过联立方程组来找到变换的解。但一般情况下，配准问题都会转化为求解相似性测度最优值的问题，在计算方法中通常需要采用合适的迭代优化算法，诸如梯度下降法、牛顿法、Powell法、遗传算法等。

在医学图像配准中，还可以根据以下方式分类：
- 根据图像模态
由于医学成像设备可以提供关于患者不同信息不同形式的图像（计算机断层扫描CT，核磁共振MRI，正电子发射断层成像PET，功能核磁共振fMRI等），所以根据模态又可以划分为单模态和多模态（Multi-modal）。
- 根据主体
可分为Intrasubject（图像来自于同一病人），Intersubject（来自不同的病人）和Atlas（病人数据和图谱的配准）三种。

## 应用
图像配准在医学图像处理与分析中有众多具有实用价值的应用。随着医学成像设备的进步，对于同一患者，可以采集含有准确解剖信息的图像诸如CT，MRI;同时，也可以采集到含有功能信息的图像诸如SPECT。然而，通过观察不同的图像进行诊断需要凭着空间想象和医生的主观经验。采用正确的图像配准方法则可以将多种多样的信息准确地融合到同一图像中，使医生更方便更精确地从各个角度观察病灶和结构。同时，通过对不同时刻采集的动态图像的配准，可以定量分析病灶和器官的变化情况，使得医疗诊断、制定手术计划、放射治疗计划更准确可靠。 
在计算机视觉领域里，配准方法可被用来进行视频分析、模式识别，自动跟踪对象的运动变化。
在材料力学方面，配准通常用来研究力学性质，称为数字图像相关。通过对不同相机不同传感器采集到的信息（形状，温度等）进行融合比较，可以计算得到例如应变场、温度场等数值。通过带入理论模型可以进行参数反向优化等。 
Elastix是一款用来实现配准方法的开源软件，如今集成了很多流行的算法，用户可以方便地获得融合后的图像和变换等信息。